# Heini Staub
Heini Staub (* 25. Oktober 1957 in Arosa) ist ein ehemaliger Schweizer Eishockeyspieler.

## Karriere
Der in Arosa aufgewachsene Heini Staub durchlief die Juniorenkarriere beim EHC Arosa. In der Saison 1974/75 spielte der Verteidiger als 16-Jähriger erstmals in der ersten Mannschaft. In den folgenden Jahren wurde er immer mehr zu einer tragenden Stütze des Vereins, mit welchem er 1977 in die Nationalliga A aufstieg. Nun folgten Staubs sportlich erfolgreichste Jahre: Als Spielpartner von Andreas Ritsch und Ruedi Kramer errang er mit dem EHC Arosa 1980 und 1982 den Meistertitel. Zudem wurde er mit dem EHC Arosa 1981 und 1984 Zweiter sowie 1985 Dritter der Schweizer Meisterschaft. Staubs herausragendste Saison war 1983/84 mit insgesamt 18 Skorerpunkten (10 Tore, 8 Assists).
Nach dem freiwilligen Abstieg des EHC Arosa 1986 in die 1. Liga wechselte Staub für zwei Jahre zum SC Bern. 1989 bis 1991 spielte er für den HC Fribourg-Gottéron in der höchsten Spielklasse, bevor er seine aktive Spielerkarriere im Alter von 34 Jahren beendete. 
Ausserdem lief Staub 57 mal für die Schweizer Nationalmannschaft auf.
Seit seinem Rücktritt ist Heini Staub Versicherungskaufmann in Arosa. Für seinen Stammverein EHC Arosa ist er als Assistenz- und Nachwuchstrainer tätig. Daneben fungiert er bei der Arosa ClassicCar als offizieller Fahrerverbindungsmann.
Heini Staub ist ein Neffe von Ski-Olympiasieger Roger Staub und der Sohn des früheren EHC Arosa Torhüters Hans Staub.